# Dentatuskärnan

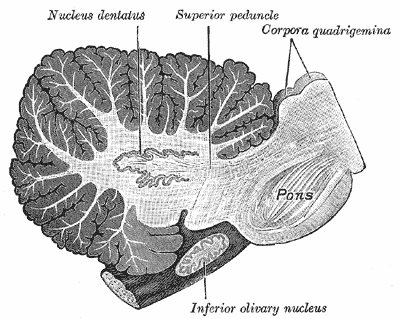
Lokalisering av Nucelus dentatus i lillhjärnan.
Övriga på bilden angivna delar är pedunculus cerebellaris superior ("övre lillhjärnsarmen"), corpora quadrigemina ("kroppskvartetten"), hjärnbryggan (pons) och nucleus olivaris inferiore ("nedre olivkärnan")

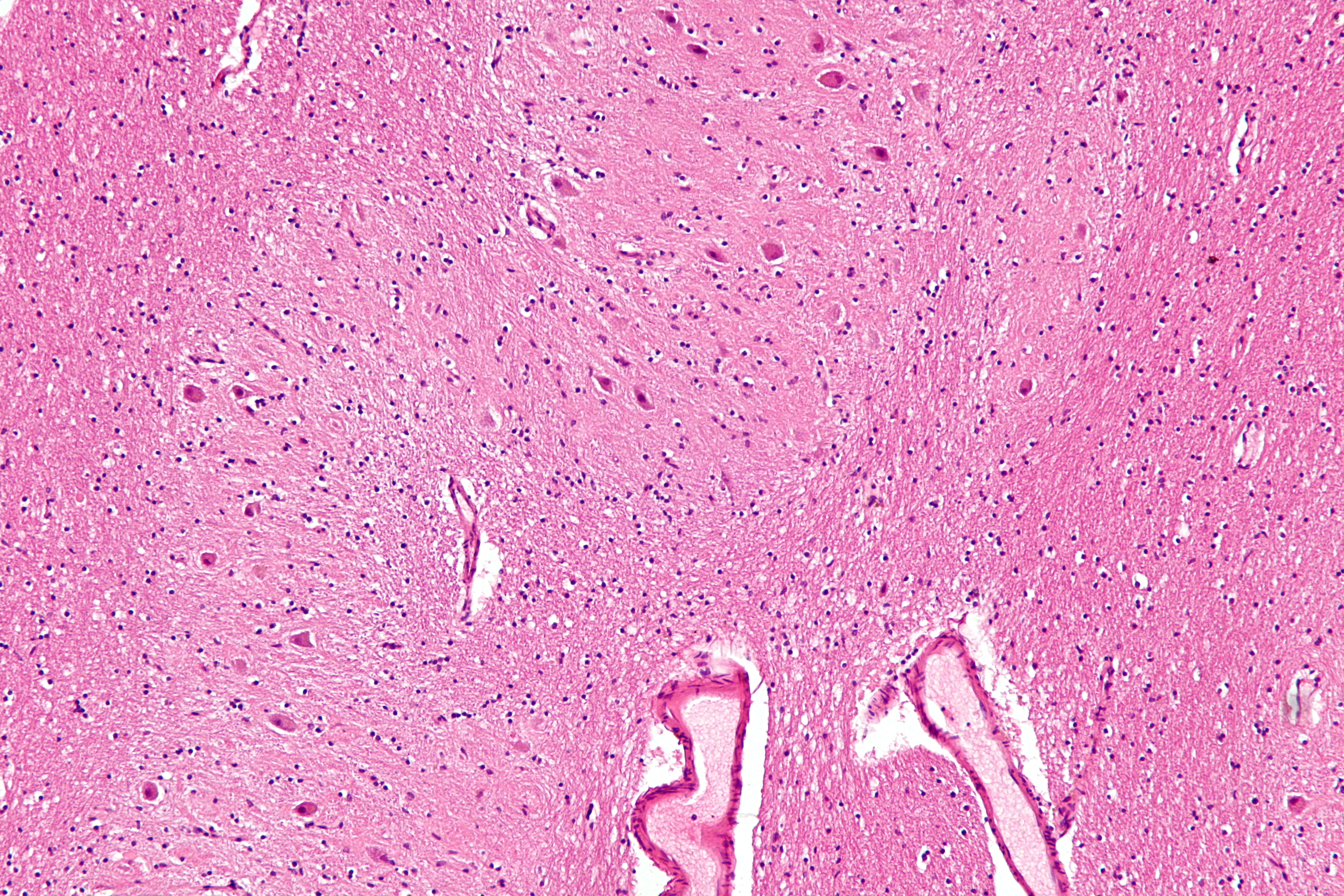
Mikroskopfotografi av nucleus dentatus, blekrosa efter hematoxylin-eosin-färgning

Nucleus dentatus, eller nucleus lateralis cerebelli, dentatuskärnan eller tandkärnan, är en anhopning av nervceller i lillhjärnan, vilken har en tandliknande kant.
Nucleus dentatus ligger i den vita hjärnsubstansen i var och en av lillhjärnans två hemisfärer, och är den största enskilda strukturen som förenar lillhjärnan med resten av hjärnan. Den är den största och ytligast (längst från mittlinjen) liggande av de fyra par djupa lillhjärnekärnorna, varav de övriga är nucleus fastigii och nucleus globosis- och nucleus emboliformis-kärnorna, vilka tillsammans kallas de mellanliggande kärnorna. 
Nucleus dentatus svarar för planering, initierande och kontroll av egenstyrda rörelser. Den del av nucelus dentatus som vetter mot kroppens ryggsida består av utåtgående signalkanaler för motoriska funktioner, nämligen rörelser av skelettmuskler, medan den del av nucleus dentatus som vetter mot kroppens framsida består av utåtgående signalkanaler som har med icke-motoriska funktioner att göra, såsom medvetna tankar och visuospatiala funktioner.